# ۲ ذی‌القعده
۲ ذیقعده، دومین روز از ماه ذیقعده در تقویم هجری قمری است.
در تقویم هجری قمری قراردادی این روز دویست و نود و هفتمین روز سال است.

## مناسبت‌ها
اربعین حضرت امیرالمؤمنین علی علیه سلام(۴۰ق)

## وقایع
- افتتاح دومین دورهٔ اجلاسیهٔ مجلس شورای ملی ایران توسط احمد شاه قاجار. (۱۳۲۷ ق)

## درگذشتگان
- درگذشت «ابن خزیمه» محدث و فقیه. (۳۱۱ ق)
- درگذشت «میرخواندخاوند شاه» نویسنده و محقق. (۹۰۳ ق)
- ۱۴۱۹ - سید محمد صدر مرجع تقلید شیعه و رئیس حوزه علمیه نجف